# アズマニシキ

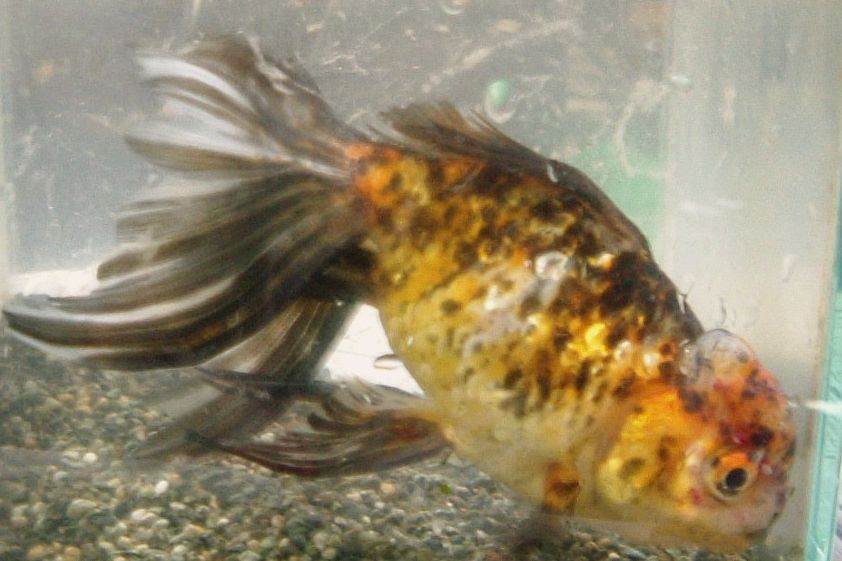
アズマニシキ

アズマニシキ（東錦）は、キンギョの一品種である。独特のモザイク模様をもつ。

## 概要
体型はオランダシシガシラ、体色はキャリコデメキンと同じで、交配した品種のそれぞれの特徴をしっかりと受け継いだ品種である。つまり、頭部に肉瘤が発達し、尾ビレは長く伸長、体色は赤と浅葱色を基調にして黒が程よく配色され、鱗はモザイク透明鱗という特徴である。頭部に赤がしっかりのっている個体が評価が高い。
上記2種の金魚を交配して誕生した事から、「キャリコオランダ（Calico Oranda）」の英名が付けられている。

## 歴史
1943年（昭和18年）、横浜の金魚商・加藤金蔵がオランダシシガシラとキャリコデメキンを交配し、作出。その後、東京の金魚商・高橋鉄次郎が土地柄（関東地方）にちなんで「東錦」と命名した。
今も関東地方を中心に人気がある。

## 特徴
昔から根強い人気を誇り、全国に愛好家・愛好会が存在している。ワキン、リュウキン、オランダシシガシラに並ぶメジャーな品種で、入手は比較的容易であると言える。